# 음반

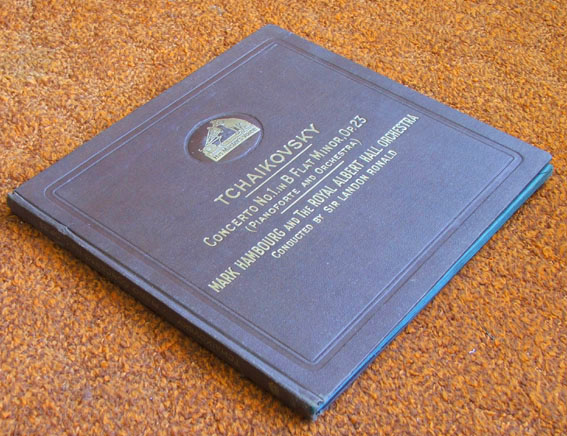
초기의 음반 레코드 (축음기 음반)

음반(音盤) 또는 앨범(영어: album)은 음을 기록한 매체이다. 과거에는 표준시간 음반(SP)과 익스텐디드 플레이(EP), 장시간 음반(LP)이 쓰였고, 현재에는 미니디스크(MD), 콤팩트 카세트(CC), 콤팩트 디스크(CD)가 있다. 요즘은 CD가 음반의 주를 이루며, 고급 매체로 DVD 오디오나 SACD(Super-Audio Compact Disc)을 쓰기도 한다. 그 밖에, 스마트폰에 꽂아 들을 수 있는 키트형 음반인 키노 음반 따위도 있다.

## 용어
흔히 ‘앨범’을 ‘음반’과 동의어로 사용하나, 두 용어는 사용되는 맥락에 따라 다른 범위를 가리킨다. 이 문단에서는 두 단어를 동의어처럼 사용하는 넓은 의미의 앨범이 아닌, 좁은 의미의 앨범에 관하여 서술한다.
축음기 음반 시대의 SP반은 한 장에 한 곡 정도(3-4분가량)밖에 수록할 수 없었기 때문에 SP반 한 장이 한 곡을 의미하였다. 이를 발매하는 것을 싱글(single)이라 불렀다. 그 후, 싱글을 포함하거나 특별한 사유로 다곡을 발매할 때, 마치 사진첩(album) 같은 곳에다가 사진을 꽂듯이 여러 장의 SP반을 모아 한 장으로 발매했던 것에서 이를 앨범(album)이라고 부르게 되었다. 이 맥락에서 ‘싱글’과 ‘앨범’은 음반의 서로 다른 개별 종류로, 이것이 싱글(single)과 대비되는 의미로서의 앨범(album)의 정의이다.
CD 음반 시대에도 여전히, 앨범은 일반적으로 10곡 이상이 실리는 정규 음반을 가리킨다. 서양에서는 수록곡이 많고 수록 시간이 긴 음반을 앨범(album), 3-5곡 정도의 곡이 실리고 수록 시간이 25-30분 미만인 음반을 EP, 디지털 싱글이나 1-2곡 정도의 곡이 실리는 음반을 싱글(single)이라 하여 비교적 명확히 구분한다. 대한민국에서는 이 세 종류 모두를 ‘앨범’이라 통칭하는 경향이 강하나, 국제적으로 널리 사용되는 용어와는 차이가 있다는 것이다. 현재는 CD 한 장에 80분 가량이 수록되기 때문에, 싱글이든 앨범이든 CD 한 장에 수록하는 경우가 대부분이다. 물론 특별한 이유로 같은 앨범이지만 두 장 이상으로 하는 경우가 있다.

## 역사
1948년, 컬럼비아 레코드는 축음기 음반 포맷으로 LP 레코드(Long Play, 33+1⁄3 rpm의 마이크로그루브 비닐 레코드)를 선보였다. 이것은 기존의 SP 레코드를 밀어내고, 바이닐 음반을 위한 표준 포맷으로 레코드 산업에 채택되었다. 이후 LP 레코드에는 중요하게 간주되는 스테레오 음질이 추가된 것 외에도 여러 가지 수정들이 가해졌으나, 바이닐 음반의 표준 포맷으로 자리잡혔다.
음반의 영어 낱말 앨범(album)은 원래 음악의 작은 부분들의 모임을 가리켰으며 19세기부터 전해져왔다. 나중에, 관련 78 rpm 레코드의 컬렉션이 서적과 같은 앨범 안에 번들되었다. LP 레코드가 선보였을 때, 하나의 레코드에 있는 여러 노래의 컬렉션들을 앨범이라고 불렀다. 이 용어는 도입된 뒤로 콤팩트 디스크, 미니디스크, 콤팩트 오디오 카세트, 디지털 음원과 같은 다른 저장 매체로까지 확대되었다. 음악 산업의 판매 경향이 음반에서 음원으로 부분적으로 이동됨에 따라, 일부 평론가들은 21세기 초에 ‘음반의 죽음’을 경험하였다고 선언하였다.
음반 시장은 2000년대에 접어들며 음원과 mp3의 발달로 인해 쇠퇴기를 맞이하였고 현재는 완전히 시장에서 밀린 상태이다. 대한민국에서는 2000년대 초반부터 음원시장이 성장하기 시작해 음반시장의 침체를 가속화시켰고, 2003년 디지털 음원시장이 음반시장의 수익을 뛰어넘었다. 대한민국에서 2017년 방탄소년단 이전까지 마지막 밀리언셀러는 2001년 발매된 god의 4집 <Chapter 4>였다.

## 사진

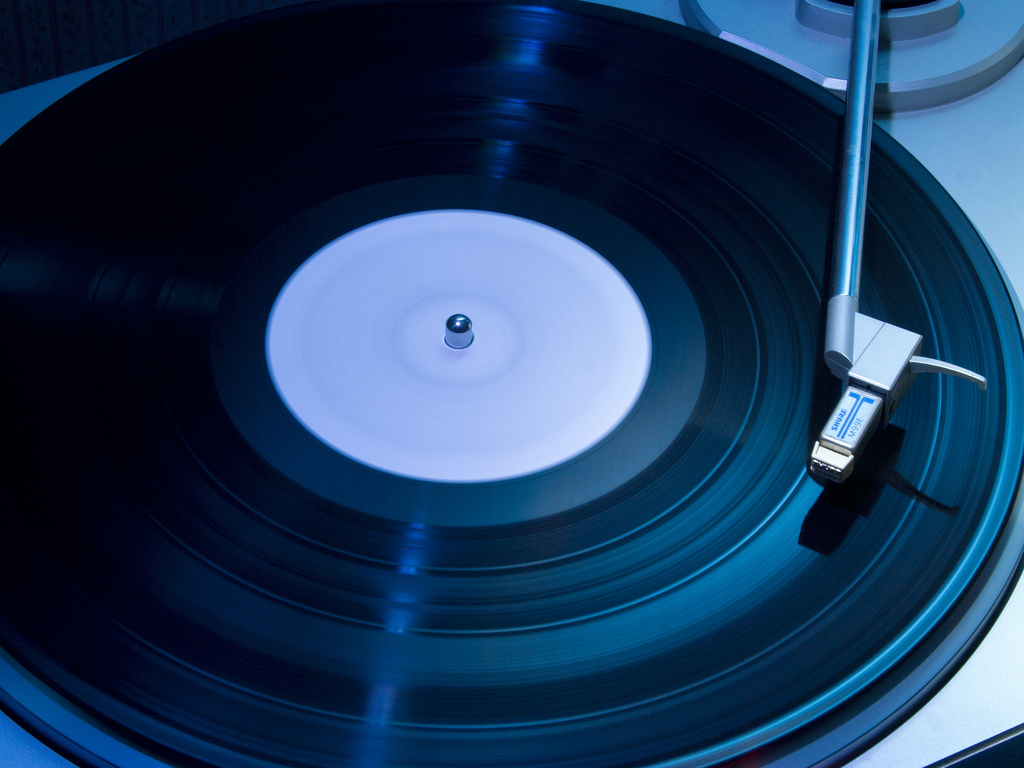
LP
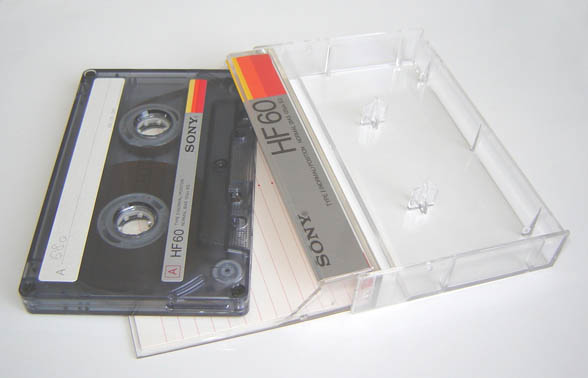
콤팩트 카세트
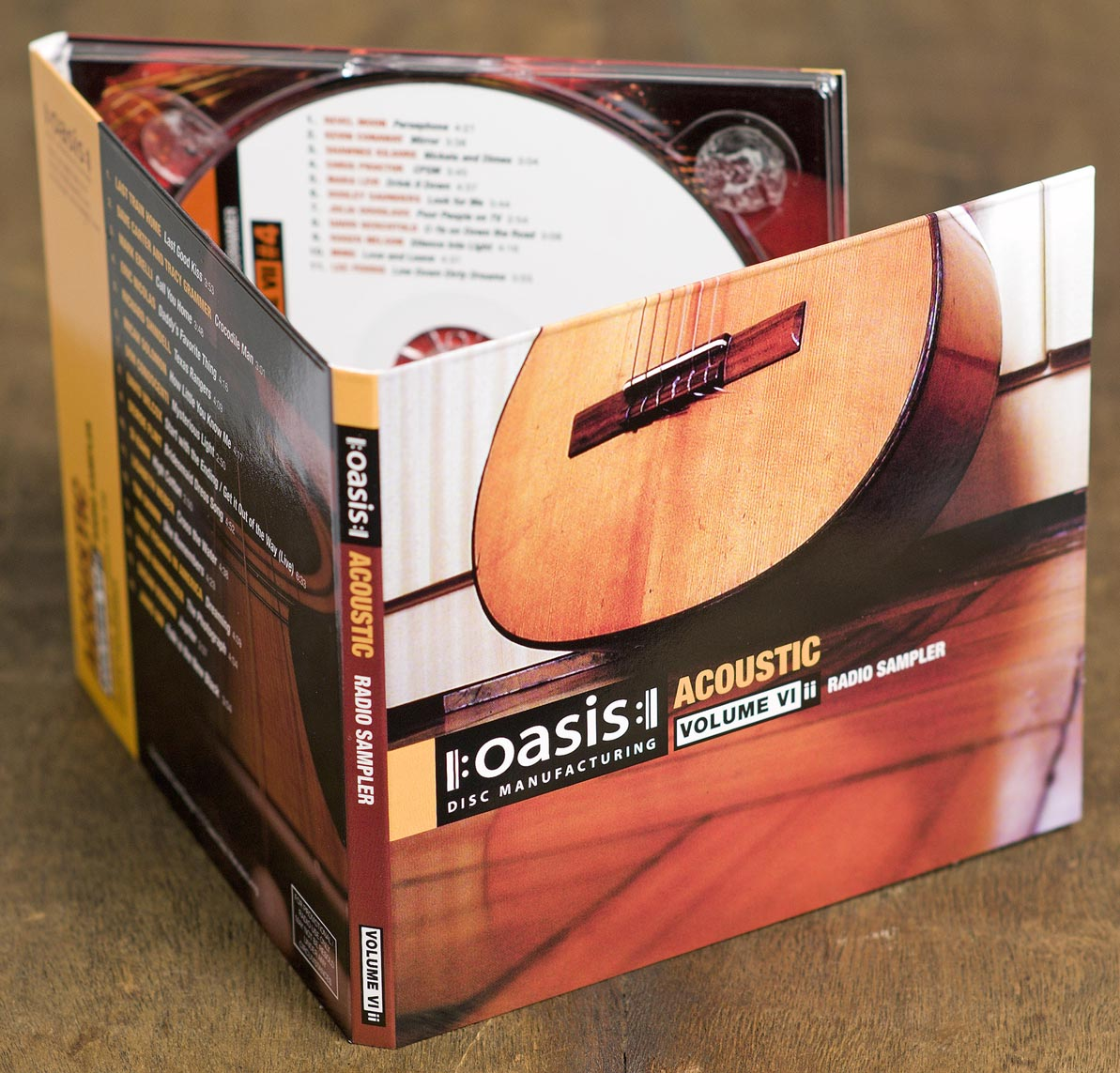
콤팩트 디스크
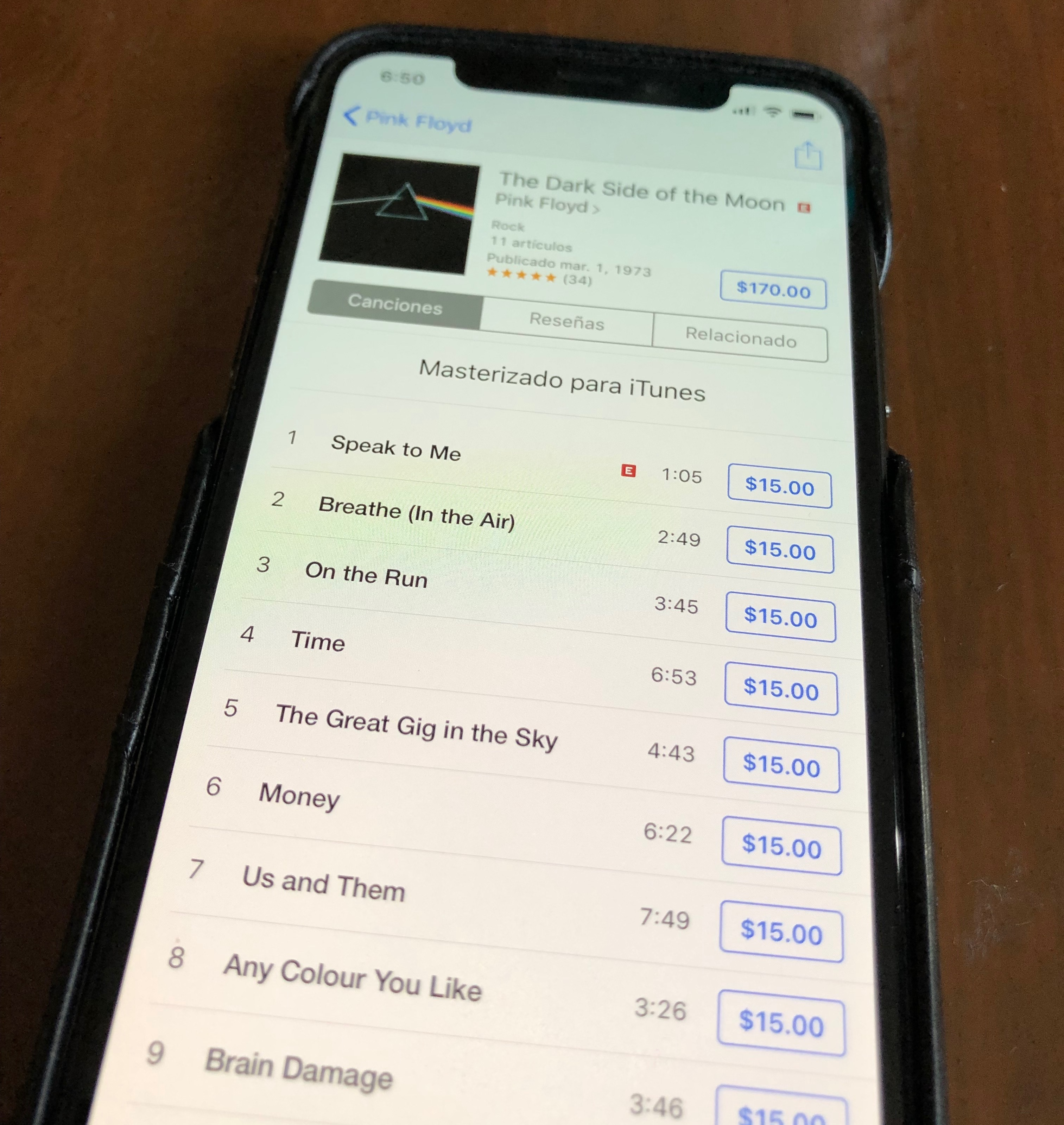
음악 다운로드 (아이튠즈)

## 같이 보기
- 앨범 등가 단위
- 컴필레이션 음반
- 콘셉트 음반
- 마스터링
- 리믹스 음반
- 스플릿 앨범